# Függetlenek Horvátországért
A Függetlenek Horvátországért (horvátul Neovisni za Hrvatsku) egy horvát politikai párt, melyet 2017-ben alapítottak meg olyan politikusok, akik korábban a Horvát Demokratikus Közösségben politizáltak.
A párt szélsőjobboldali, nacionalista és populista. Támogatják Horvátország kilépését az EU-ból, valamint eltüntetnék az összes kommunista emléket Horvátországban.

## Választási eredmények
| Választás | Szavazatok száma | Szavazatok aránya | Mandátumok száma | Státusz       |
| --------- | ---------------- | ----------------- | ---------------- | ------------- |
| 2020      | 7266             | 0,44%             | 0                | nem jutott be |

| Választás | Szavazatok száma | Szavazatok aránya | Mandátumok száma |
| --------- | ---------------- | ----------------- | ---------------- |
| 2019      | 46 970           | 4,37%             | 0                |